# Піппо Баудо
Піппо Баудо (італ. Pippo Baudo; 7 червня 1936, Мілітелло-ін-Вал-ді-Катанія — 16 серпня 2025) — відомий італійський телеведучий, один із найбільш визначних персон в історії італійського телебачення, багаторічний ведучий Пісенного фестивалю у Сан-Ремо.

## Біографія
Піппо Баудо (повне ім'я італ. Giuseppe Raimondo Vittorio Baudo) народився 7 червня 1936 року в комуні Мілітелло-ін-Вал-ді-Катанія (Militello in Val di Catania) на Сицилії. Вивчаючи право в Університеті Катанії (Università degli Studi di Catania), він спробував свої сили в шоу-бізнесі і як артист, і як ведучий, а також навчився грати на фортепіано. Незважаючи на очевидний інтерес до індустрії розваг, Баудо успішно закінчує університет і отримує диплом юриста. Наприкінці 1950-х він долучається як вокаліст і піаніст в гурт 'Orchestra Moonlight', разом з яким у 1959 році і вперше з'являється на італійському телебаченні — під час одного з епізодів 'Caravella dei Successi', що виходив в ефір у Палермо (Palermo).
Він домігся успіху як провідний ведучий низки програм державної італійської телерадіокомпанії RAI. Найбільше він полюбився глядачам завдяки таким програмам як «Domenica In» (був ведучим у 1979-85 рр., 1991-92 рр.), «Fantastico» (у 1984-86 рр.), «Luna Park»(1994), «Ieri, oggi e domani» (2008-09 рр.) Як ведучий і як художній керівник державного телебачення, Піппо Баудо загалом пропрацював на телебаченні 54 роки.
У 1968 році він вперше став ведучим Пісенного фестивалю у Сан-Ремо, і впродовж багатьох років саме його ім'я асоціювалось з цим конкурсом.
В 1970-х роках Баудо допомагав з організацією приватного катанійского каналу Antenna Sicilia і сам працював на ньому.
У 1987 році, після конфлікту з президентом 'RAI' Енріко Манка (Enrico Manca), він підписав трирічний контракт з приватним телебаченням Берлусконі «Фінінвест» і став ведучим програми 'Festival' на «5 каналі». Але, не отримавши бажаного успіху, через два роки знову повернувся на державне 'RAI'. Період 1989—1997 рр. ознаменувався багатьма успішними проектами на державному каналі Rai Uno — як у ролі ведучого, так і в ролі художнього директора програм. Увесь цей період він бере активну участь в проведенні Пісенного фестивалю у Сан-Ремо та є його незмінним ведучим.
У 1997 році Піппо Баудо знову робить спробу співпрацювати з телебаченням Берлусконі 'Mediaset', але там його програми 'La canzone del secolo' і 'Tiramisù' домоглися дуже незначного успіху. Два роки потому, у 1999-му, Баудо отримує пропозицію від 'Rai Tre' стати ведучим нової програми 'Giorno dopo Giorno', що згодом змінила назву на 'Novecento' і, як досить успішна, перейшла в ефір каналу Rai Uno.
У 2002 році Баудо виступив в ролі ведучого Пісенного фестивалю у Сан-Ремо (Sanremo Music Festival), і це була нелегка робота після того, як минулого року фестиваль зазнав повного фіаско. Співведучими Баудо були актриси Мануела Аркурі і Вітторія Бельведере (Vittoria Belvedere). В 2004 році Баудо знову залишив 'RAI', але повернувся в наступному році з програмою 'Sabato Italiano' на каналі Rai Uno. У 2003 році був ведучим циклу програм «Cinquanta», що були присвячені 50-річній історії існування італійського телебачення.
У 2007 році Баудо вдванадцяте став ведучим Пісенного фестивалю у Сан-Ремо разом з Мішель Хунцікер (Michelle Hunziker), швейцарсько-італійською телеведучою і моделлю, отримавши за це 750 тисяч євро, і повернувся на фестиваль ще раз в 2008 році. Сьогодні Баудо вважається рекордсменом Пісенного фестивалю у Сан-Ремо: він був його ведучим аж 13 разів. У 2011 році разом з Бруно Веспа вів цикл програм «Centocinquanta», присвячену 150-річчю об'єдання Італійської Республіки на каналі РАІ1.
У 2012—2015 рр. Піппо Баудо продовжує з'являтись на телеекранах: то у ролі спеціального гостя різних програм, зокрема, у лютому 2013 року став гостем ретроспективної програми «Sanremo Story», присвяченої Пісенному фестивалю у Сан-Ремо, то як член журі, наприклад, у програмі «Si può fare!» з ведучим Карло Конті, що виходила в ефір у 2014 році.
Піппо Баудо є батьком двох дітей: Тиціани (Tiziana), яка народилася в 1970 році від першого шлюбу Баудо з Анджелою Ліппі, і Алессандро (Alessandro), що народився в 1962 році від зв'язку з Міреллою Адінольфі, який нині мешкає в Австралії. У 1986 році Піппо Баудо вдруге одружився: його обраницею стала італійська оперна співачка-сопрано Катя Річчареллі (Katia Ricciarelli), проте в 2004 році вони розлучилися. Незмінним місцем проживання Піппо Баудо є його будинок на вулиці Фраттіна у Римі.